# Lino Farisato
Lino Farisato (Tóri de Quartexoło, Vicenza, Vèneto, 15 de març de 1945) és un ciclista italià que fou professional entre 1965 i 1974. En el seu palmarès destaquen dues victòries d'etapa al Giro d'Itàlia.

## Palmarès
- 1968
  - Vencedor d'una etapa al Giro d'Itàlia
- 1971
  - Vencedor d'una etapa al Giro d'Itàlia

### Resultats al Giro d'Itàlia
- 1966. 29è de la classificació general
- 1967. 31è de la classificació general
- 1968. 23è de la classificació general. Vencedor d'una etapa
- 1970. 39è de la classificació general
- 1971. 13è de la classificació general. Vencedor d'una etapa
- 1972. 36è de la classificació general
- 1973. 50è de la classificació general

### Resultats a la Volta a Espanya
- 1968. 45è de la classificació general

### Resultats al Tour de França
- 1971. Abandona (9a etapa)